# SN 1985T
SN 1985T – niepotwierdzona supernowa odkryta 15 czerwca 1985 roku w galaktyce A190328-6536. W momencie odkrycia miała maksymalną jasność 18,00m.